# Lijst van Waalse ministers van Wetenschap en Technologie
Dit is een lijst van ministers van Wetenschap en Technologie in de Waalse regering. 

## Lijst
| Nr.                                | Minister | Minister                       | Partij | Partij | Begin            | Einde             | Regering(en)                               | Bevoegdheid |
| ---------------------------------- | -------- | ------------------------------ | ------ | ------ | ---------------- | ----------------- | ------------------------------------------ | --- |
| 1                                  |          | Melchior Wathelet (1949)       |        | PSC    | 27 januari 1982  | 3 februari 1988   | Damseaux, Dehousse II, Wathelet            | Nieuwe Technologieën                                                                                               |
| 2                                  |          | Albert Liénard (1938-2011)     |        | PSC    | 3 februari 1988  | 20 juni 1995      | Coëme, Anselme, Spitaels, Collignon I      | Nieuwe Technologieën/ Nieuwe Technologieën en Onderzoek/ Technologische Ontwikkeling en Wetenschappelijk Onderzoek |
| 3                                  |          | Jean-Pierre Grafé (1932-2019)  |        | PSC    | 20 juni 1995     | 11 december 1996  | Collignon II                               | Onderzoek en Technologische Ontwikkeling                                                                           |
| 4                                  |          | William Ancion (1941)          |        | PSC    | 11 december 1996 | 12 juli 1999      | Collignon II                               | Onderzoek en Technologische Ontwikkeling                                                                           |
| 5                                  |          | Serge Kubla (1947)             |        | PRL    | 12 juli 1999     | 19 juli 2004      | Di Rupo I, Van Cauwenberghe I              | Onderzoek en Nieuwe Technologieën                                                                                  |
| 6                                  |          | Marie-Dominique Simonet (1959) |        | cdH    | 19 juli 2004     | 15 juli 2009      | Van Cauwenberghe II, Di Rupo II, Demotte I | Onderzoek en Nieuwe Technologieën                                                                                  |
| 7                                  |          | Jean-Claude Marcourt (1956)    |        | PS     | 15 juli 2009     | 22 juli 2014      | Demotte II                                 | Nieuwe Technologieën                                                                                               |
| vacant (22 juli 2014-28 juli 2017) |          |                                |        |        |                  |                   |                                            | |
| 8                                  |          | Pierre-Yves Jeholet (1968)     |        | MR     | 28 juli 2017     | 13 september 2019 | Borsus                                     | Onderzoek |